# Bacalhau-da-groenlândia
Bacalhau-da-Groenlândia (Gadus ogac), também chamado bacalhau-da-Gronelândia, é um peixe marinho demersal membro da família Gadidae, gênero Gadus, que ocorre no Oceano Ártico desde a costa norte do Alasca ao longo da costa norte do Canadá até a costa sudoeste da Groenlândia. No noroeste do Atlântico, o limite sul da área de distribuição fica na Ilha do Cabo Bretão. Uma população isolada vive no Mar Branco, no norte da parte européia da Rússia.

## Descrição
O bacalhau da Groenlândia tem geralmente 60 cm de comprimento, o comprimento máximo é de 77 cm. A população no Mar Branco tende a ser menor. Os peixes são de cor escura com uma barriga mais clara. Existem alguns pontos indistintos nas laterais do corpo e nas costas. O peritônio é escuro. A cabeça é relativamente larga, a distância entre os olhos é de 18 a 25% do comprimento da cabeça.

## Taxonomia
Segundo estudos genéticos moleculares do ano de 1999, chegou-se a conclusão de que o gadus macrocephalus é idêntico à espécie gadus ogac. O gadus ogac seria, portanto, teoricamente sinônimo do gadus macrocephalus. No entanto, o ITIS ainda lista o Gadus ogac como um nome válido científicamente. 

## Pesca

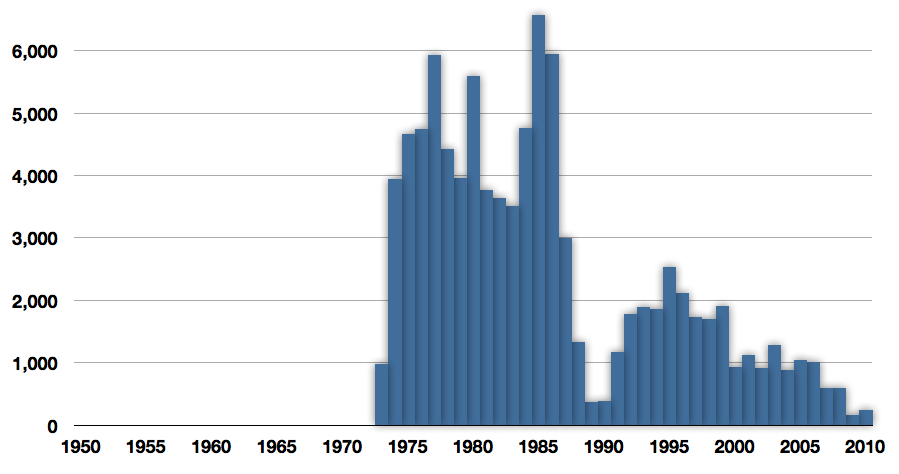
Captura global do bacalhau-da-Groenlândia em toneladas, de acordo com dados da FAO, 1950–2010

O bacalhau-da-Groenlândia não forma cardumes e vive principalmente perto da costa, em águas de pouca profundidade, até 200 metros. O bacalhau-da-Groenlândia amadurece sexualmente entre os três e quatro anos de idade. O bacalhau-da-Groenlândia se alimenta de Osmeridae, de Pleuronectiformes, do bacalhau-polar, do camarão, do caranguejo, do krill, de cefalópodes, de Polychaeta e de Echinodermata. A idade máxima que o peixe pode alcançar é de 9 a 11 anos.